# SR-Baureihe 4E10
Die SR-Baureihe 4Е10 ist eine für 3 kV Gleichstrom ausgelegte Lokomotive für den Güter- und Personenverkehr. Die Lokomotive entstand durch Umbau von abgestellten Lokomotiven der Reihe ВЛ10 als Einsektionslokomotive unter Zuführung eines zusätzlichen Führerstandes. Die Lokomotiven erhielten in Georgien die Spitznamen Kolobok oder Kind der 10er. 15 Lokomotiven der Serie wurden in der Elektrolokomotivenfabrik Tiflis hergestellt.

## Historie
Im Jahr 2000 entstand in relativ kurzer Zeit bei der AO Elektrolokbau die Konstruktion der neuen Lokomotive 4Е10. Die neue Lokomotive ist eine vierachsige Güter- und Personenzuglokomotive für den Betrieb auf Eisenbahnlinien unter Gleichstrom. Als Vorlage für den Bau der Lokomotiven gelten die bei der Elektrolokomotivenfabrik Tiflis hergestellten vier Lokomotiven E4s. Die Lokomotiven 4Е10 entstanden durch Umbau von abgestellten Lokomotiven der Reihe ВЛ10 oder nicht fertig gebauter Lokomotiven derselben Serie bei der Elektrolokomotivenfabrik Tiflis als Einsektionslokomotive. Die Lokomotiven 4Е10 tragen demzufolge die Inventarnummern ihrer Spenderlokomotiven aus Georgien oder Russland. Die Lokomotiven besitzen eine Rekuperationsbremse auf dem Prinzip der Selbsterregung. Die maximale Antriebsleistung der Lokomotive beträgt 2.680 kW, die maximale Geschwindigkeit 100 km/h. Vom Jahr 2000 an wurden 15 Lokomotiven hergestellt.
Von den Fahrmotoren wurden die Motoren der Reihe ТЛ-2К (TL-2K) mit einer maximalen Leistung von 670 kW verwendet. Die Drehgestelle sind wie bei den Spenderlokomotiven mit Drehzapfen gelagert. Die Lokomotive ist mit Kraft- und Bremswiderständen ausgerüstet. Für den Fall der Überschreitung der Grenzwerte bei der Reibung der elektrischen Bremse kann dies in den Führerständen signalisiert werden. Beschädigte Fahrmotoren können mittels Messerleisten von den Kraftleitungen getrennt werden.
Für die Bereitstellung der Druckluft der Bremsanlage und anderer pneumatischen Einrichtungen besitzt die Lokomotive einen Kompressor mit der Bezeichnung ПК-3,5 (PK-3,5) mit dem elektrischen Antriebsmotor der Bezeichnung ТЛ-121 (TL-121). Für die Kühlung der Fahrmotoren werden die elektrischen Motoren ТЛ-120 (TL-120) verwendet. Durch die Trennung der Speisung der Antriebs- und der Hilfsmaschinen konnte eine Verbesserung des Schutzes der elektrischen Ausrüstung erreicht werden. Der Schutz der Antriebsmaschinen wird durch schnellschaltende Schalter mit der Bezeichnung БВП-5-02 (BWP-5-02, Nennstrom 2.600 A), der Schutz der Hilfsmaschinen durch schnellschaltende Schalter mit der Bezeichnung БВЗ-2 (BWS-2, Nennstrom 300 A) erreicht. Die Kompressoren können mit niedriger und hoher Geschwindigkeit betrieben werden. Die Umschaltung erfolgt pneumatisch. Bei Beschädigung der Traktionsfahrmotoren ist ein Betrieb der Lokomotiven mit drei oder zwei Fahrmotoren möglich. Die Speisung der Zugsammelschiene und die Ladung der Akku-Batterie geschieht mit zeitgemäßer Elektronik.
Für die Steuerung der Lokomotive ist der Fahrschalter der Elektrolokomotive ВЛ11M verwendet worden. Am Hauptgriff sind die Funktionen der Regulierung des Antriebes und der Rekuperationsbremse vereinigt. Die Lokomotive besitzt die Möglichkeit der elektrischen Beheizung des Zuges.
Der Lokführerstand der Elektrolokomotive unterscheidet sich praktisch nicht von dem der Lokomotive ВЛ10. Als einziger Unterschied konnte die Ausrüstung mit einem Tachometer anderer Bauart entdeckt werden.

## Einsatz
Vierzehn Lokomotiven der Reihe arbeiten bei den Sakartwelos Rkinigsa in Georgien. Für Russland wurde lediglich eine Lokomotive bestellt. Die Lieferung wurde für die OAO Belon von dem Generalvertreter der Elektrolokomotivenfabrik Tiflis auf dem Territorium Russlands verwirklicht (Sitz in Jekaterinburg, SAO Dortexkomplekt). Obwohl die Elektrolokomotivenfabrik Tiflis die Lokomotive als Güterzuglok positionierte, werden die Lokomotiven in Georgien sehr oft mit Personenzügen eingesetzt. Der Einsatz der 4Е10 erlaubt die Einsparung von schweren Lokomotiven vor leichten Zügen.
Vereinzelt können die Lokomotiven auf den Strecken um den Suramipass der Transkaukasischen Eisenbahn gesehen werden. Dabei koennen allerdings maximal nur sechs angehängte Wagen befördert werden. Bei mehr Wagen ist eine zweite 4Е10 oder eine andere Lokomotive notwendig. Die Mehrheit der Lokomotiven wurden dem Depot Tiflis - P zugeteilt, eine kleinere Anzahl dem Depot Chaschuri. Drei Lokomotiven besitzen eine hellblaue Farbgebung (4Е10.446, 4Е10.1689, 4Е10.1768), die übrigen sind rotbraun lackiert. Die in Russland stationierte 4Е10/1.001 ist hingegen zweifarbig lackiert; die obere Hälfte des Kastens ist weiß, die untere Hälfte grün. Außerdem besitzt sie einen Lokkasten ähnlich der Lokomotive ВЛ11М5. Zugewiesen dem Depot Belowo arbeitet sie auf Nebenstrecken zu der Grube Kastromowskaja. Gegenwärtig (2015) steht die Lokomotive auf Abstellgleisen der Station Taiga.

## Einsatzländer
Die Lokomotiven werden bei folgenden Bahngesellschaften der Nachfolgestaaten der ehemaligen Sowjetunion eingesetzt:
- Russland: RZD
- Georgien: SR